# Nomada gransassoi
Nomada gransassoi là một loài Hymenoptera trong họ Apidae. Loài này được Schwarz mô tả khoa học năm 1986.